# Plinia anonyma
Plinia anonyma là một loài thực vật có hoa trong Họ Đào kim nương. Loài này được Sobral miêu tả khoa học đầu tiên năm 1985.